# Tanikado Hisaharu
Tanikado Hisaharu (japanisch 谷角 日娑春, geboren 22. August 1893 in Moroyose, Landkreis Mikata (Präfektur Hyōgo), gestorben 21. März 1971) war ein japanischer Maler der Nihonga-Richtung während der Taishō- und Shōwa-Zeit.

## Leben und Werk
Tanikado Hisaharu wurde als zweiter Sohn des Reeders Tanikado Eitarō (谷角娑太郎) geboren. Sein eigentlicher Vorname war – bei gleicher Lesung – 久治. Weitere Go sind „Sessai“ (雪斎) und die Hisaharu-Varianten 悲佐春und日沙春. Im Jahr 1913 begann Tanikado unter Tatewaki Taisan (立脇泰山), der sich gerade am Tempel Mangan-ji (満願寺) in Hamasakachō aufhielt, Malerei zu erlernen. Im September des Jahres ging er dann nach Kyōto und begann 1914 ein Studium unter Kikuchi Keigetsu.
1918 wurde auf der 12. „Bunten“ zum ersten Mal ein Bild von ihm mit dem Titel „Ein weises Kind“ (知恵頂ける児) angenommen. 1920 ging er nach Tōkyō, hielt sich im Freudenbereich Yoshiwara auf und begann dort zu zeichnen. Im selben Jahr zeigte er auf der 2. „Teiten“ das Bild „Eine sich kämmende Frau“ (髪櫛る女) und blieb dann auch dem Thema der Kurtisanen mit Bildern wie „Leichthelles Fenster und Frau“ (淡日さす窓と女, Awahisasu mado to onna) oder „Bild einer Kurtisane“ (遊女の絵, Yūjo no e), Bilder, die für Ausstellungen angenommen wurden.
Nach dem Großen Kantō-Erdbeben 1923 kehrte er zunächst nach Kyōto zurück, dann in seine Heimat, nach Moroyose. Im folgenden Jahr ging er wieder nach Kyōto, wo er sich in der Schule von Kikuchi weiterbildete. In den folgenden Jahren stellte er auf der Teiten aus, aber auch in den Ausstellungen der Kikuchi-Schule. Sein Stil näherte sich dabei immer mehr dem seines Meisters. 1933 wurde auf der 14. Teiten sein Bild „Schöne Frau von Rakuhoku“ (洛北の佳人, Rakuhoku no gajin) mit einem Preis ausgezeichnet.
Auch nach der Ablösung der Teiten durch die nun „Neue Bunten“ genannte Ausstellungsreihe zeigte Tanikado weiterhin Bilder. Nach Ende des Pazifikkriegs malte er in einem Stil, der die Figuren kantig deformierte, löste sich von der nun „Nitten“ genannten Ausstellungsreihe, und war weniger in der Öffentlichkeit zu sehen. Ab den 1960er Jahren wandte er sich buddhistischen Themen zu.